# كياثون أنديزي
كياثون أنديزي (الاسم العلمي: Cyathea andina) هو نوع من النبات يتبع جنس الكياثون من الفصيلة الكياثونية. سمي هذا النوع نسبةً إلى جبال الأنديز.